# Kléber Laube Pinheiro
Kléber Laube Pinheiro (Estância Velha, 1990. május 2. –) brazil válogatott labdarúgó.

## Klub
A labdarúgást a CA Mineiro csapatában kezdte. Később játszott még a CS Marítimo, a FC Porto és a GD Estoril Praia csapatában. 2012-ben és 2013-ban portugál bajnoki címet szerzett.

## Nemzeti válogatott
2011-ben debütált a brazil válogatottban. A brazil válogatottban 2 mérkőzést játszott.

## Statisztika
| Brazil válogatott | Brazil válogatott | Brazil válogatott |
| Időszak           | Mérk.             | gól               |
| ----------------- | ----------------- | ----------------- |
| 2011              | 2                 | 0                 |
| Összesen          | 2                 | 0                 |